# 井川正雄
井川 正雄（いがわ まさお、1918年7月19日 - 1992年10月27日）は、日本の経営者。岐阜県不破郡垂井町出身。

## 経歴
1942年に名古屋工業大学工学部機械工学科を卒業し、海軍技術士官を経て、1948年に東洋レーヨン(のちの東レ)に入社。
1964年12月に生産管理部長に就任し、名古屋工場長、取締役、常務、副社長を経て、1980年6月に社長に就任した。翌年6月から取締役相談役を務めた。
1982年に藍綬褒章を受章。
1992年10月27日急性肺炎のために死去。74歳没。